# Fredrik Villumstad
Fredrik Eirinsønn Villumstad, född 21 mars 1999 i Oslo är en norsk backhoppare.

## Karriär
Villumstad har fyra medaljer från lagtävlingar i juniorvärldsmästerskapen i nordisk skidsport från 2018 i Kandersteg och 2019 i Lahtis. Mellan säsongerna 2019 och 2025 har Villumstad tagit 22 pallplatser i kontinentalcupen i backhoppning, varav 6 segrar.
Villumstad debuterade i världscupen i backhoppning den 12 mars 2019 i Lillehammer. Den 5 mars 2022 tog han sin första topp tio-placering med en nionde plats i tävlingen i Holmenkollen. I polska Wisła tog Villumstad en ny nionde plats den 7 december 2024.
Under sommaren 2024 tog Villumstad en andra plats i backhoppningens Grand Prix i franska Courchevel, hans första pallplats mot absolut elitmotstånd.